# Josep Colom
Josep Colom (José María Colom Rincón) (Barcelona, 11 de janeiro de 1947) é um pianista espanhol nascido em 1947.

## Biografia
Josep Colom começou a estudar piano com sua família, na sua cidade natal, com sua tia Rosa Colom, e na década de 1970 viajou para Paris para estudar na Escola Normal de Música de Paris.

## Carreira musical
Participou em numerosos concursos espanhóis e internacionais como o Concurso Internacional de Piano Paloma Ou'Shea, em Santander, no ano de 1978, o Concurso Internacional de Piano de Jaén ou o Concours d'Épinal, onde ganhou os seus primeiros prémios.
Em 1979 estreou-se também no teatro no Teatro dos Campos Elísios em Paris.
Tem tocada com todas as orquestras espanholas e em recitais e festivais de música de câmara.
Dedica-se também  regularmente ao ensino do piano, ensinando na Aula de Música da Universidade de Alcalá de Henares, colabora com o Conservatório Superior de Zaragoza e o Musikeon de Valencia, ou em master class como no caso da Semana Internacional de Piano de Óbidos (SIPO) em 2016.
Começou a gravar em 1982 com a obra completa das Sonatas de Manuel Blasco de Nebra, o que lhe mereceu o Prémio Nacional de Música atribuído pelo Ministério da Cultura de Espanha. Em 1989 gravou as Obras Completas de Manuel de Falla e de outros autores como Frederic Mompou, Johannes Brahms, Fauré, Debussy, Ravel e Brahms.
Josep Colom tem ainda participado como membro de júris de competições de piano.

## ligações externas
- Página pessoal .
- Colom's Bio at the Musikeon website.
- Colom's Bio at the Festival Ibérico de Música.